# Felipe Arias
Felipe Arias ist ein chilenischer Biathlet.
Felipe Arias startete im August 2010 bei den Biathlon-Südamerikameisterschaften in Portillo und Bariloche. Bei der Meisterschaft, die als Rennserie ausgetragen wurde, wurde Arias in Portillo hinter Julio Castañeda und Marco Zúñiga Dritter des Einzels, 12. im Sprintrennen und Neunter im Massenstart. Bei den Rennen in Argentinien trat er wie alle Chilenen wegen eines Erdbebens in ihrer Heimat nicht an. In der Gesamtwertung, in die nur drei Rennen eingingen, belegte er den neunten Platz.